# Lohnsburg am Kobernaußerwald
Lohnsburg am Kobernaußerwald ist eine Marktgemeinde in Oberösterreich im Bezirk Ried im Innkreis im Innviertel mit 2205 Einwohnern (Stand 1. Jänner 2025). Die Gemeinde liegt im Gerichtsbezirk Ried im Innkreis.

## Geografie

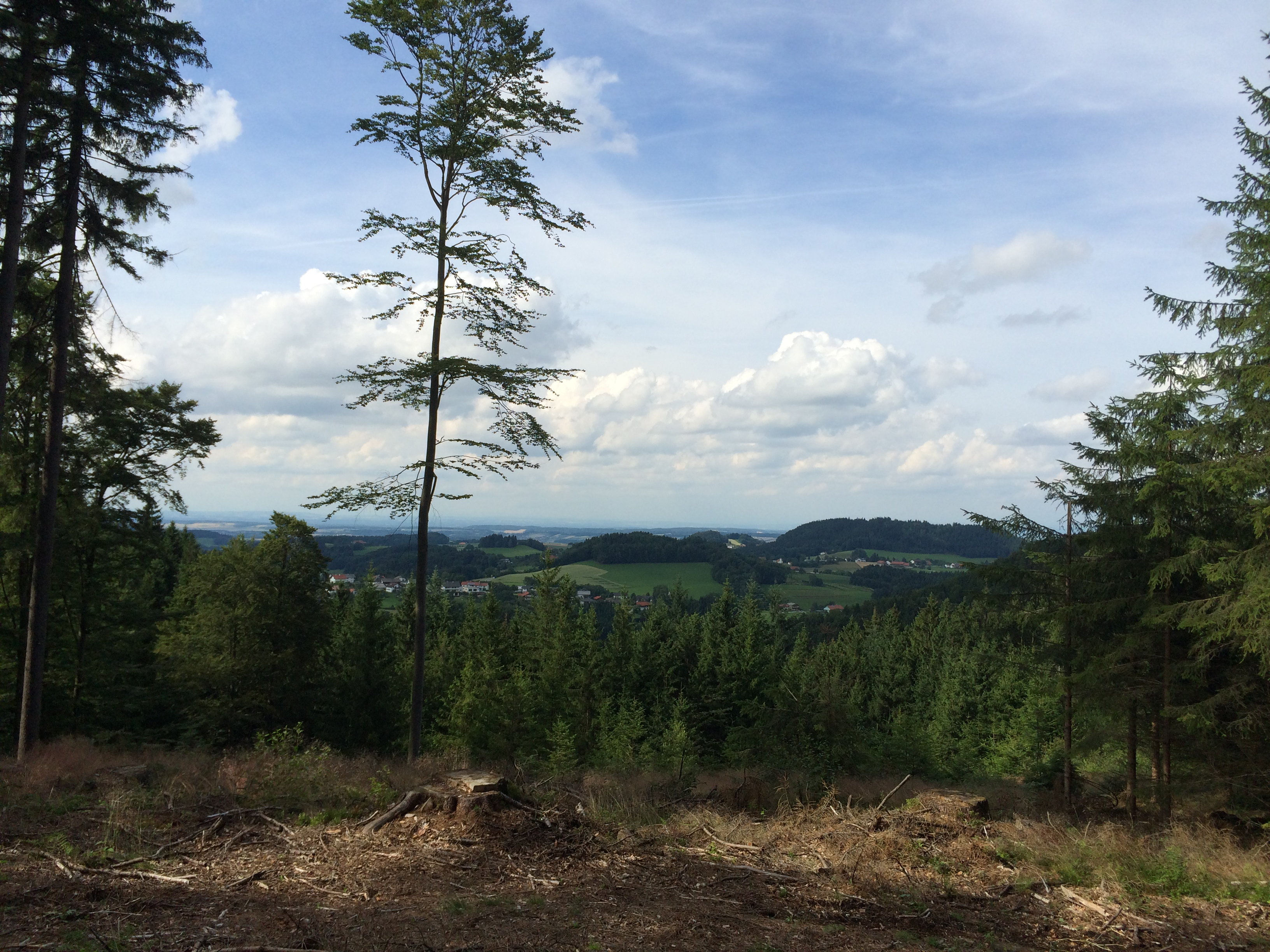
Blick vom Kobernaußerald-Höhenrücken über das Gemeindegebiet

Lohnsburg liegt im Innviertel, an der Nordabdachung des Kobernaußerwaldes. Der Hauptort liegt auf 523 m Höhe. Die Ausdehnung der Gemeinde beträgt von Nord nach Süd 14,3 km, von West nach Ost 10 km, die Gesamtfläche 39,5 km². 48,1 % der Fläche sind bewaldet, 45,8 % der Fläche sind landwirtschaftlich genutzt.

### Gemeindegliederung
Das Gemeindegebiet umfasst folgende Ortschaften (in Klammern Einwohnerzahl Stand 1. Jänner 2025):
- Bergham (6)
- Felling (32)
- Fossing (68)
- Gunzing (167)
- Helmerding (37)
- Hochkuchl (58)
- Kemating (104)
- Kobernaußen (106) samt Forsthub
- Kramling (65)
- Lauterbach (20)
- Lohnsburg (705)
- Magetsham (200) samt Schacher
- Mitterberg (91) samt Grub
- Neulendt (5)
- Reintal (15)
- Schauberg (26)
- Schlag (98)
- Schmidham (80) samt Schrattenbruck
- Schönberg (105)
- Stelzen (217) samt Steiglberg

Im Jahr 2016 wurden die Liegenschaften Bergham 4, 5, 6 und 7 von Bergham-Lauterbach losgelöst und der Ortsname nach Ansuchen der Bevölkerung für die genannten Häuser auf Lauterbach abgeändert. Seitdem besteht die Ortschaft Bergham nur mehr aus den Höfen Nr. 1 und 2.
Das Gemeindegebiet von Lohnsburg gliedert sich in die drei Katastralgemeinden Gunzing, Kobernaußen und Lohnsburg.

### Nachbargemeinden
| Mettmach                 | Mehrnbach                                   | Neuhofen im Innkreis |
| St. Johann am Walde (BR) | Kompassrose, die auf Nachbargemeinden zeigt | Schildorn            |
| Lengau* (BR)             | Pöndorf (VB)                                | Waldzell             |

*Lengau grenzt nur in einem Punkt an.

## Geschichte
Der Ort Lohnsburg  findet sich 1153 als  Lonespurch (so in einem Passauer Urbar), 1160 als Lonsperch, später Lanspurch.
Der Ortsname weist auf eine Burg hin, die die Kuchler circa um 900 als Schau- und Trotzburg gegen Einfälle aus dem Osten am 722 Meter hohen Hochkuchlberg errichteten und besetzten. Die Hochkuchler waren ehemalige Landrichter in Kuchl bei Hallein und unterstanden dem Erzbistum Salzburg. Von 1450 an begann der Verfall der Burg, welche heute lediglich noch in einer Sage und im Ortsnamen Erwähnung findet.
Seit Gründung des Herzogtums Bayern war der Ort bis 1779 bayrisch und kam nach dem Frieden von Teschen mit dem Innviertel (damals Innbaiern) zu Österreich. Während der Napoleonischen Kriege wieder kurz bayrisch, gehört er seit 1816 endgültig zu Oberösterreich. 1848 wurde Lohnsburg eine politische Gemeinde.
Nach dem Anschluss Österreichs an das Deutsche Reich am 13. März 1938 gehörte der Ort zum Gau Oberdonau. Nach 1945 erfolgte die Wiederherstellung Oberösterreichs. Im Jahre 1963 wurde Lohnsburg Fremdenverkehrsgemeinde und 1967 Erholungsdorf.
Seit 27. Mai 1968 trägt die Gemeinde den Namen Lohnsburg am Kobernaußerwald. 1988 wurde Lohnsburg zur Marktgemeinde erhoben.

## Kultur und Sehenswürdigkeiten

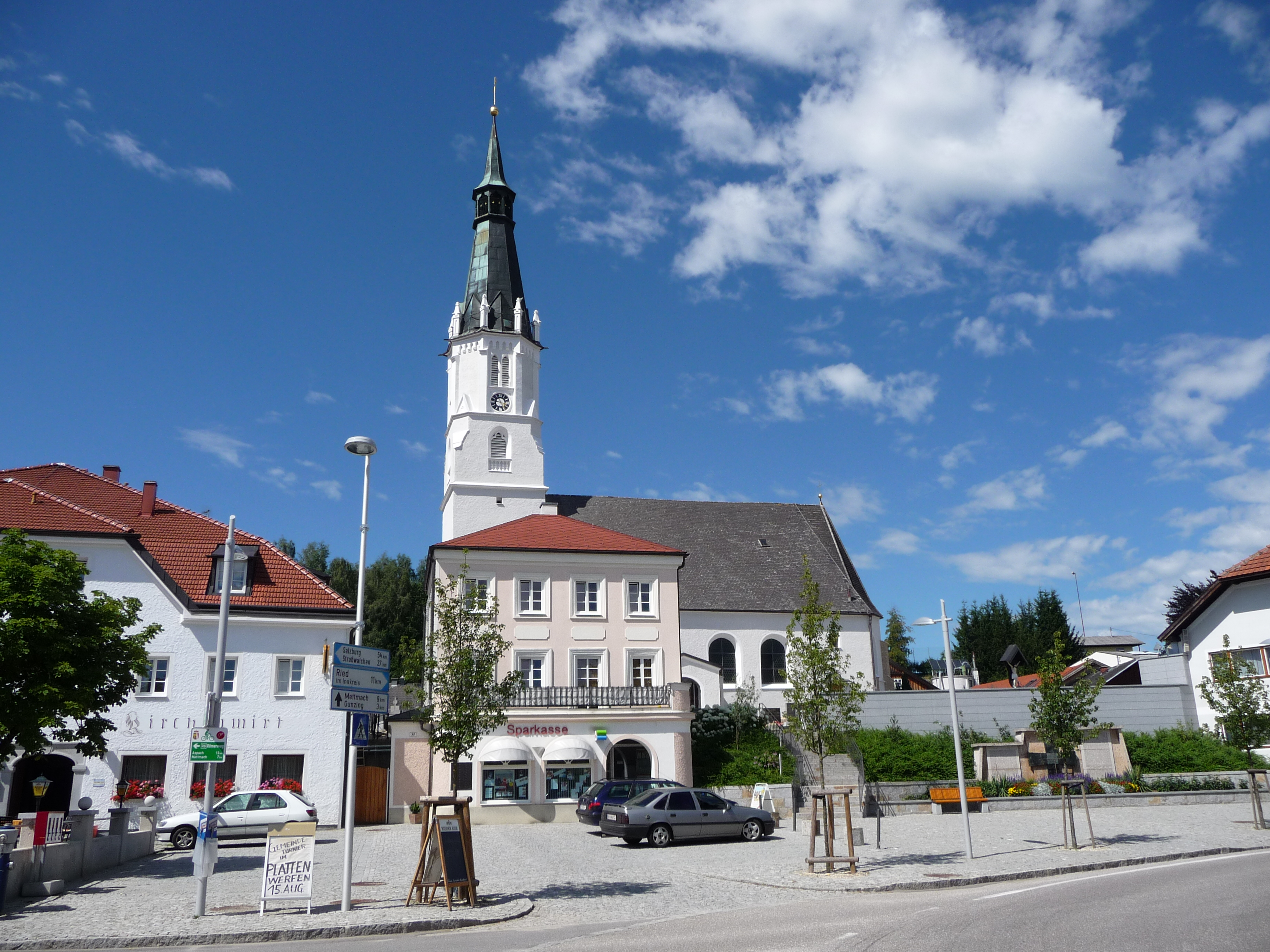
Pfarrkirche Lohnsburg

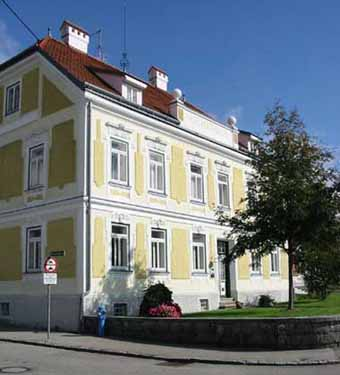
Lohnsburger Heimathaus

- Katholische Pfarrkirche Lohnsburg hl. Nikolaus
- Kapelle zur Göttlichen Barmherzigkeit am Herndlberg[6]
- Kobernaußerwaldwarte mit Galerie im Turm
- Obsterlebnisgarten in Hochkuchl
- Polizei- und Militär-Privatmuseum Weissenböck[7]
- Windkraftanlage am Steiglberg
- Museumsprojekt Heimathaus: Im Jahr 1992 wurde das im Jugendstil erbaute ehemalige Gemeindehaus (1910) komplett renoviert. Seitdem befindet sich in den ehemaligen Amtsräumen das Lohnsburger Heimathaus. Der frühere Volksschuldirektor Treiblmayr begann bereits in den 1950er Jahren mit den Sammeln von alten Werkzeugen, Geräten und Gegenständen aus dem bäuerlichen Alltag, sowie Urkunden und Fotos. Die heimatkundliche Sammlung ist nun auf mehrere Räume aufgeteilt. Im ersten Raum befindet sich eine Webstube, der zweite Raum setzt sich mit dem religiösen Leben in der Gemeinde und auf dem Lande auseinander, der dritte beherbergt eine bibliographische Sammlung rund um Lohnsburg. Der vierte und letzte Raum ist dem Kobernaußerwald gewidmet, der für viele Jahrhunderte eine große wirtschaftliche Rolle im Leben der Lohnsburger spielte.

### Musik
Der Musikverein der Gemeinde Lohnsburg ist bereits seit Jahrzehnten ein wichtiger kultureller Bestandteil. Konzerte und Veranstaltungen des Musikvereins finden nicht nur in Lohnsburg, sondern in ganz Österreich großen Anklang.
Der Musikverein durfte im Jahr 2008 Oberösterreich beim Österreichischen Blasmusikwettbewerb in Feldkirchen in Kärnten vertreten und wurde in diesem Jahr österreichischer Bundessieger.

### Regelmäßige Veranstaltungen
- Kirchtag: Der Lohnsburger Kirchtag, der jährlich Anfang Juni stattfindet, ist ein wichtiges Bindeglied zwischen den Lohnsburger Vereinen, der Wirtschaft und der Bevölkerung in und um Lohnsburg.
- Osterkonzert des Musikvereins Lohnsburg: Der 1852 gegründete Musikverein Lohnsburg steht seit 1992 unter der Leitung von Gottfried Reisegger. Seit dieser Zeit dirigiert Reisegger auch das in der Region Innviertel bekannte Osterkonzert, bei dem die traditionelle Blasmusikkapelle Lohnsburg klassische Musik, Musical und Filmmusik darbietet.

## Wirtschaft und Infrastruktur

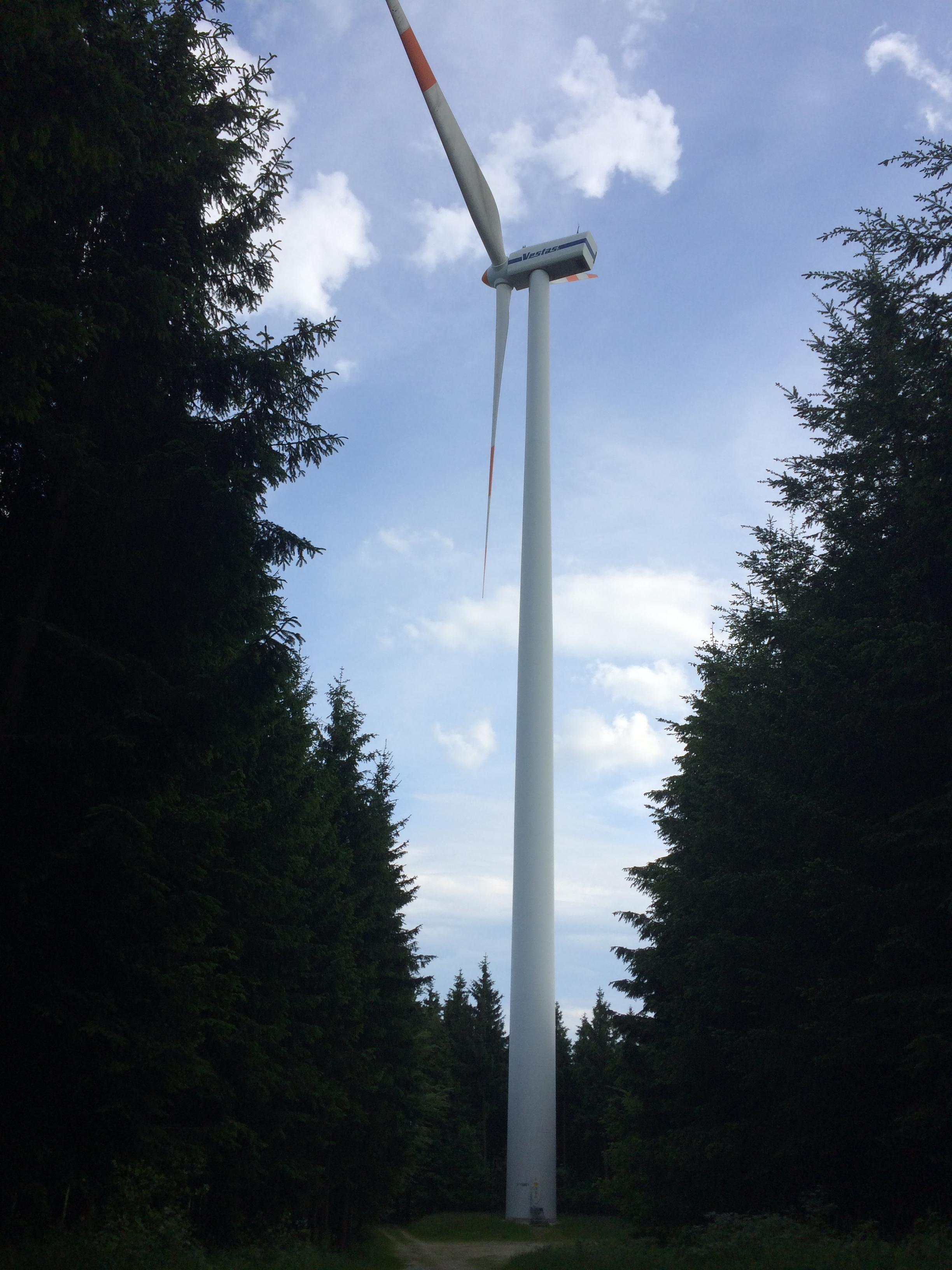
Windkraftanlage am Steiglberg

### Unternehmen
- Tilo Holzwaren: Das zu Beginn der 1950er Jahre von Gustav Schrattenecker gegründete Unternehmen ist mit rund 400 Arbeitsplätzen das größte Unternehmen der Gemeinde.
- Elektro Gadermeier: Die Firma wurde von Johann Gadermayr im Jahre 1919, in Form eines Kompressionshandels mit Fahrrädern und Maschinen in Felling Nr. 4 am elterlichen Hof gegründet und ist mit rund 80 Arbeitsplätzen eines der größten Unternehmen der Gemeinde.

### Verkehr
- Bus: Die Gemeinde Lohnsburg ist von Montag bis Freitag durch die Postbus-Linie 850 (Ried – Lohnsburg – Waldzell – Schratteneck – Stelzen – Arnberg) des OÖVV an die Bezirkshauptstadt Ried im Innkreis angebunden. Weiters verkehrt an Sonn- und Feiertagen spätnachmittags ein Kleinbus von Ried über Lohnsburg nach Straßwalchen. Hierbei handelt es sich um ein „Überbleibsel“ der ansonsten eingestellten täglichen Busverbindung von und nach Salzburg beziehungsweise Straßwalchen.[9]
- Straße: Die Kobernaußer-Landesstraße (L508) verbindet die Bezirke Ried und Schärding mit Salzburg und stellt somit die bedeutendste Straße im Gemeindegebiet von Lohnsburg dar.
- Fahrrad: Durch die Marktgemeinde Lohnsburg verläuft der Römer-Radweg (R6), von welchem bei Magetsham ein Verbindungsweg in Richtung Ried im Innkreis zum Antiesenradweg (R23) abzweigt.[10]

### Bildung
Der Großteil der Lohnsburger Kinder mit Ausnahme der Kinder der Ortschaften Gunzing und Magetsham, für welche der Kindergarten Riegerting (Gemeinde Mehrnbach) näher liegt, besucht den Kindergarten Lohnsburg.
Bis zum Schuljahr 2010/2011 bestand in der Marktgemeinde neben der Volksschule Lohnsburg im Hauptort eine weitere Schule in der am Kobernaußerwald-Höhenrücken gelegenen Ortschaft Kobernaußen, welche allerdings auf Grund zu geringer Schülerzahlen aufgelassen werden musste. Die Volksschule Kobernaußen wurde neben den Kindern der Lohnsburger Ortschaften Schlag, Stelzen, Mitterberg und Kobernaußen auch von Schülern aus den Waldzeller Ortschaften Reiching, Roderer und Schwendt besucht. Nach der Auflassung wurden die Kinder des Lohnsburger Gemeindegebietes auf die Volksschule im Hauptort zugeteilt. Die drei Waldzeller Ortschaften wurden dem Schulsprengel der Volksschule Nußbaum zugeilt, welche allerdings in den Folgejahren ebenfalls aufgrund zu geringer Schülerzahl geschlossen wurde.
Ebenfalls nicht zum Schulsprengel der Volksschule Lohnsburg gehörten bis zum Schuljahr 2015/2016 die Ortschaften Gunzing und Magetsham. Volksschulkinder dieser beiden Ortschaften besuchten gemeinsam mit jenen aus mehreren Ortschaften der Gemeinden Mehrnbach, Mettmach und Kirchheim bis zum genannten Schuljahr die Volksschule Riegerting in der Nachbargemeinde Mehrnbach. Nach der Schulschließung wurde der Schulsprengel auf die vier Gemeinden aufgeteilt.

### Gesundheit und Soziales
Die medizinische Grundversorgung in Lohnsburg wird durch eine Allgemeinpraxis sowie eine Zahnarztpraxis gewährleistet. Für ältere Gemeindebürger wurde ein Wohnhaus mit betreubaren Wohneinheiten geschaffen.

### Sicherheit
- Die Freiwilligen Feuerwehren Lohnsburg, Kemating, Kobernaußen und Riegerting sorgen bei Bränden, Unfällen und Unwetterereignissen für schnelle Hilfe.
- Die nächstgelegene Polizeiinspektion befindet sich in der Nachbargemeinde Waldzell.

### Versorgung und Entsorgung
Während es im Hauptort und den größeren Ortschaften Wassergenossenschaften gibt, verfügen Häuser und Bauernhöfe in Streulagen und in den kleineren Ortschaften meist über einen eigenen Hausbrunnen. Gereinigt wird der Großteil der Abwässer gemeinsam mit Abwässern aus der Gemeinde Waldzell und der Schildorner Ortschaft Litzlham in der Kläranlage des Reinhalteverbandes Kobernaußerwald in Helmerding.
Ebenfalls interkommunal betrieben wird das Altstoffsammelzentrum Kobernaußerwald mit angeschlossener Tierkörpersammelstelle und war damit das erste im Bezirk Ried im Innkreis. Eine Erdaushubdeponie in  Kobernaußen und eine Kompostieranlage ergänzen das Angebot an Entsorgungseinrichtungen.
Als weitere Versorgungseinrichtung ist die Windkraftanlage Steiglberg im Kobernaußerwald zu nennen.

### Sport
- Langlauf- und Biathlonzentrum: Langlaufathleten steht von April bis November eine Trainings- und Wettkampfstrecke von insgesamt 6.170 Meter Länge zur Verfügung. Sie führt am Höhenrücken des Kobernaußerwaldes entlang und liegt zwischen 670 und 720 Meter Seehöhe.
- Schilift: Bei ausreichender Schneelage sind am Steiglberg in Stelzen ein Schlepplift und ein Kinderlift in Betrieb.
- Modellflugplatz: Nahe der Gemeindegrenze zu Waldzell befindet sich ein Modellflugplatz.
- Fitness-Parcours: Am Herndlberg errichtete die Marktgemeinde einen Fitnessparcours, welcher jederzeit kostenlos genutzt werden kann.

### Wanderwege
- Der Rupertiweg (Teil des Europäischen Fernwanderwegs E10) sowie der Marien-Wanderweg (St. Marienkirchen am Hausruck – Maria Schmolln – Altötting)[12]  verlaufen am Kobernaußerwald-Höhenrücken kommend von Schratteneck über den Steiglberg weiter nach Frauschereck.
- Seit der Errichtung eines neuen Wanderwegenetzes im Jahr 2018 beteiligt sich die Gemeinde Lohnsburg mit neun Strecken an der Bewegungsarena Innviertel.[13]

## Politik
Der Gemeinderat hat 19 Mitglieder.
- Mit den Gemeinderats- und Bürgermeisterwahlen in Oberösterreich 2003 hatte der Gemeinderat folgende Verteilung: 16 ÖVP, 7 SPÖ und 2 FPÖ. (25 Mandate)
- Mit den Gemeinderats- und Bürgermeisterwahlen in Oberösterreich 2009 hatte der Gemeinderat folgende Verteilung: 13 ÖVP, 6 FPÖ, 5 SPÖ und 1 BZÖ. (25 Mandate)
- Mit den Gemeinderats- und Bürgermeisterwahlen in Oberösterreich 2015 hatte der Gemeinderat folgende Verteilung: 13 ÖVP, 7 FPÖ, 3 SPÖ und 2 UBL. (25 Mandate)
- Mit den Gemeinderats- und Bürgermeisterwahlen in Oberösterreich 2021 hat der Gemeinderat folgende Verteilung: 12 ÖVP, 4 FPÖ, 2 SPÖ und 1 UBL.[14][15]

### Bürgermeister
- bis 2009 Albert Angleitner (ÖVP)
- 2009–2021 Maximilian Mayer (ÖVP)
- seit 2021 Robert Weber (ÖVP)[16]

### Wappen
Offizielle Beschreibung des Gemeindewappens: In Blau ein goldener, aufgerichteter Hirsch mit zwölfendigem Geweih. Die Gemeindefarben sind Gelb-Blau.
Das 1969 verliehene Gemeindewappen geht auf das Wappen der Herren von Kuchl zurück, denen von 1377 bis 1439 die Herrschaft Friedburg und damit auch ein Teil des heutigen Gemeindegebietes von Lohnsburg gehörte. Der Hirsch steht aber auch für die Lage am Kobernaußerwald.

## Persönlichkeiten
- Franz Fruhstorfer (1910–1986), Pädagoge und Politiker (SPÖ)
- Hedwig Enghuber, Autorin mundartlicher Texte
- Engelbert Lagler (1939–2022), General des Österreichischen Bundesheeres in Ruhe, 1975 Kommandant des PzGrenB 13 in Ried im Innkreis, 1994–2001 Kommandant des II. Korps in Salzburg
- Peter Mayer (* 1976), von 2008 bis 2013 Abgeordneter zum Nationalrat[18]
- Max Mayr (1928–2012), Journalist, Aktivist des Denkmalschutzes, gilt als „Retter der Grazer Altstadt“
- Albert Ritzberger (1853–1915), österreichischer Zeichner und Maler, war bis 1879 3 Jahre Lehrer in Lohnsburg, bevor er Kunst studierte und Maler wurde.